# Liste der indonesischen Meister im Schach
Die Liste der indonesischen Meister im Schach enthält die Sieger aller indonesischen Einzelmeisterschaften.

## Allgemeines
Der Titel des indonesischen Meisters wurde erstmals 1953 ausgespielt, seitdem wurde der Wettbewerb insgesamt 45 mal ausgetragen, wobei 1958 das Turnier abgebrochen und kein Titel vergeben wurde. Rekordmeister ist Ardiansyah, der den Titel fünfmal gewann.
Die Meisterschaft der Frauen wurde erstmals 1978 ausgetragen und fand seitdem 28 mal statt. Rekordmeisterinnen sind Lindri Juni Wijayanti und Irine Kharisma Sukandar mit je vier Titeln.

## Indonesische Meister
|    | Jahr    | Ort                 | Meister                  |
| 1  | 1953    | Surakarta           | Arovah Bachtiar          |
| 2  | 1954    | Tegal               | Baris Hutagalung         |
| 3  | 1955    | Djakarta            | Baris Hutagalung         |
| 4  | 1956    | Magelang            | Abubakar Baswedan        |
| 5  | 1958    | Malang              | kein Meister             |
| 6  | 1960    | Medan               | Baris Hutagalung         |
| 7  | 1962    | Djakarta            | Arovah Bachtiar          |
| 8  | 1964/65 | Djakarta, Bandoeng  | Ong Yok Hwa              |
| 9  | 1967    | Djakarta            | Arovah Bachtiar          |
| 10 | 1969    | Banjarmasin         | Ardiansyah               |
| 11 | 1970    | Djakarta            | Ardiansyah               |
| 12 | 1971    | Padang              | Arovah Bachtiar          |
| 13 | 1972    | Jakarta             | Jacobus Sawandar Sampouw |
| 14 | 1973    | Denpasar            | Johny Suwuh              |
| 15 | 1974    | Malang              | Ardiansyah               |
| 16 | 1975    | Pedan               | Herman Suradiradja       |
| 17 | 1976    | Jakarta             | Ardiansyah               |
| 18 | 1978    | Yogyakarta, Jakarta | Edhi Handoko             |
| 19 | 1979/80 | Jakarta             | Edhi Handoko             |
| 20 | 1980    | Salatiga            | Sutan Aritonang          |
| 21 | 1982    | Bandung             | Utut Adianto             |
| 22 | 1984    | Jakarta             | Edhi Handoko             |
| 23 | 1986    | Mataram, Jakarta    | Salor Sitanggang         |
| 24 | 1987    | Palu                | Cerdas Barus             |
| 25 | 1988    | Salatiga            | Herman Ardiansyah        |
| 26 | 1990    | Banjarmasin         | Nasib Ginting            |
| 27 | 1991    | Ujung Pandang       | Edhi Handoko             |
| 28 | 1992    | Jakarta             | Utut Adianto             |
| 29 | 1993    | Bandung             | Salor Sitanggang         |
| 30 | 1994    | Yogyakarta          | Nasib Ginting            |
| 31 | 1995    | Palangka Raya       | Awam Wahono              |
| 32 | 1997    | Banda Aceh          | Suyud Hartoyo            |
| 33 | 1999    | Bekasi              | Cerdas Barus             |
| 34 | 2001    | Denpasar            | Irwanto Sadikin          |
| 35 | 2002    | Palembang           | Cerdas Barus             |
| 36 | 2003    | Semarang            | Junaid Jaya Pamungkas    |
| 37 | 2005    | Tarakan             | Irwanto Sadikin          |
| 38 | 2006    | Batam               | Susanto Megaranto        |
| 39 | 2007    | Surabaya            | Susanto Megaranto        |
| 40 | 2009    | Palangka Raya       | Susanto Megaranto        |
| 41 | 2010    | Manado              | Susanto Megaranto        |
| 42 | 2011    | Palembang           | Salor Sitanggang         |
| 43 | 2013    | Jakarta             | Pitra Andika             |
| 44 | 2014    | Makassar            | Tirta Chandra Purnama    |
| 45 | 2015    | Jakarta             | Sean Winshand Cuhendi    |
| 46 | 2017    | Bogar               | Novendra Priasmoro       |
| 47 | 2018    | Banda Aceh          | Mochamad Agus            |
| 48 | 2019    | Ambon               | Muhammad Kurniawan       |

## Indonesische Meisterinnen der Frauen
|    | Jahr    | Ort           | Meisterin                      |
| 1  | 1978    | Yogyakarta    | Hanik Maria                    |
| 2  | 1979/80 | Jakarta       | Imasnati                       |
| 3  | 1980    | Salatiga      | Darmayanti D Tamin             |
| 4  | 1982    | Bandung       | Darmayanti D Tamin             |
| 5  | 1984    | Jakarta       | Lindri Juni Wijayanti          |
| 6  | 1986    | Mataram       | Upi Darmayana Tamin            |
| 7  | 1987    | Palu          | Betty Makalew                  |
| 8  | 1988    | Salatiga      | Lindri Juni Wijayanti          |
| 9  | 1990    | Banjarmasin   | Lindri Juni Wijayanti          |
| 10 | 1991    | Ujung Pandang | Lindri Juni Wijayanti          |
| 11 | 1992    | Jakarta       | Suzana Widiastuti              |
| 12 | 1993    | Bandung       | Maria Lucia Ratna Sulistya     |
| 13 | 1994    | Yogyakarta    | Lisa Karlina Lumondong         |
| 14 | 1995    | Palangka Raya | Maria Lucia Ratna Sulistya     |
| 15 | 1997    | Banda Aceh    | Elizabeth Musung               |
| 16 | 1999    | Bekasi        | Ai Zakiah                      |
| 17 | 2001    | Denpasar      | Ai Zakiah                      |
| 18 | 2002    | Palembang     | Evi Lindiawati                 |
| 19 | 2003    | Semarang      | Susianah Handayani             |
| 20 | 2005    | Tarakan       | Lisa Karlina Lumondong         |
| 21 | 2006    | Batam         | Irine Kharisma Sukandar        |
| 22 | 2007    | Surabaya      | Irine Kharisma Sukandar        |
| 23 | 2009    | Palangka Raya | Irine Kharisma Sukandar        |
| 24 | 2010    | Manado        | Irine Kharisma Sukandar        |
| 25 | 2011    | Palembang     | Yemi Jelsen                    |
| 26 | 2013    | Jakarta       | Baiq Vina Lestari              |
| 27 | 2014    | Makassar      | Medina Warda Aulia             |
| 28 | 2015    | Jakarta       | Chelsie Monica Ignesias Sihite |
| 29 | 2017    | Bogar         | Aisya Anisah                   |
| 30 | 2018    | Banda Aceh    | Ummy Fisabilillah              |
| 31 | 2019    | Ambon         | Farika Mariroh                 |

## Meisterschaften fernschach
1. Jansen Malelak (2017–2017)[10]
2. Adhy Margana (2018–2019)[11]
3. Ali Tatundu (2019–2019)[12]
4. Yosua Sitorus, Janto Yusin, Heri Darmanto (2020–2021)[13]